# Mikhaïl Grómov
Mikhaïl Grómov (rus: Михаил Леонидович Громов)  (Boksitogorsk, 23 de desembre de 1943), nom complet amb patronímic Mikhaïl Leonídovitx Grómov, és un matemàtic soviètic naturalitzat francés que ha fet nombroses contribucions importants en diferents àrees de la matemàtica, especialment en geometria mètrica, geometria simplèctica i teoria geomètrica de grups.
L'any 2009 li fou atorgat el Premi Abel "per les seves contribucions revolucionàries a la geometria".

## Biografia
Mikhaïl Grómov nasqué el 23 de desembre de 1943 a Boksitogorsk, una vila 245 km a l'est de Leningrad a la República Socialista Federada Soviètica de Rússia, URSS. Es doctorà l'any 1973 a Leningrad, on fou estudiant del matemàtic Vladimir Rokhlin. L'any següent emigrà als Estats Units i esdevingué professor a la Universitat de Nova York. L'any 1981 anà a la Université Paris VI, i l'any següent a l'Institut des Hautes Études Scientifiques (IHÉS) de Bures-sur-Yvette. L'any 1992 es naturalitzà francès. Actualment és membre permanent a l'IHÉS i professor de matemàtiques a la Universitat de Nova York.

## Treball
L'impacte de Grómov s'ha sentit més fortament en teoria geomètrica de grups, on caracteritzà els grups de creixement polinòmic i creà la noció de grup hiperbòlic; en topologia simplèctica, on introduí les corbes pseudoholomorfes; i en geometria riemanniana. El seu treball, tanmateix, ha aprofundit en anàlisi i àlgebra, on sovint formula problemes en termes "geomètrics". Per exemple, el seu principi d'homotopia (principi h) sobre relacions diferencials és la base per a una teoria geomètrica d'equacions en derivades parcials.
Grómov també està interessat en biologia matemàtica.

## Premis
- Premi de la Societat Matemàtica de Moscou (1971)
- Premi Oswald Veblen de Geometria (AMS) (1981)
- Premi Élie Cartan de l'Académie des Sciences de Paris (1984)
- Premi de l'Union des Assurances de Paris (1989)
- Premi Wolf de Matemàtiques (1993)
- Premi Leroy P. Steele per contribucions fonamentals a la recerca (AMS) (1997)
- Medalla Lobatxevski (1997)
- Premi Balzan de Matemàtiques (1999)
- Premi Kyoto de Ciències Matemàtiques (2002)
- Premi Nemmers de Matemàtiques (2004)[2]
- Premi Bolyai (2005)
- Premi Abel (2009) "per les seves contribucions revolucionàries en geometria"

## Selecció de publicacions
- Gromov, M. "Hyperbolic manifolds, groups and actions". Riemann surfaces and related topics: Proceedings of the 1978 Stony Brook Conference (State Univ. New York, Stony Brook, N.Y., 1978), pp. 183–213, Ann. of Math. Stud., 97, Princeton Univ. Press, Princeton, 1981.
- Gromov, M. "Hyperbolic groups". Essays in group theory, 75–263, Math. Sci. Res. Inst. Publ., 8, Springer, New York, 1987.
- Gromov, M. "Asymptotic invariants of infinite groups". Geometric group theory, Vol. 2 (Sussex, 1991), 1–295, London Math. Soc. Lecture Note Ser., 182, Cambridge Univ. Press, Cambridge, 1993.
- Gromov, Misha: Metric structures for Riemannian and non-Riemannian spaces. Based on the 1981 French original. With appendices by M. Katz, P. Pansu and S. Semmes. Progress in Mathematics, 152. Birkhäuser Boston, Boston, 1999. ISBN 0-8176-3898-9
- Gromov, M. "Pseudoholomorphic curves in symplectic manifolds". Invent. Math. 82 (1985) 307–347.
- Gromov, Mikhael "Groups of polynomial growth and expanding maps". Inst. Hautes Études Sci. Publ. Math. No. 53 (1981) 53–73.
- Gromov, Mikhael Structures métriques pour les variétés riemanniennes. Edited by J. Lafontaine and P. Pansu. Textes Mathématiques, 1. CEDIC, Paris, 1981. ISBN 2-7124-0714-8
- Gromov, Mikhael: Partial differential relations. Ergebnisse der Mathematik und ihrer Grenzgebiete (3), 9. Springer-Verlag, Berlin, 1986. ISBN 3-540-12177-3
- Ballmann, Werner; Gromov, Mikhael; Schroeder, Viktor: Manifolds of nonpositive curvature. Progress in Mathematics, 61. Birkhäuser Boston, Boston, 1985. ISBN 0-8176-3181-X
- Gromov, Mikhael "Carnot-Carathéodory spaces seen from within". Sub-Riemannian geometry, 79–323, Progr. Math., 144, Birkhäuser, Basel, 1996.
- Gromov, Michael "Volume and bounded cohomology". Inst. Hautes Études Sci. Publ. Math. No. 56 (1982) 5–99 (1983).